# Bohdanivka, Pavlohrad
Bohdanivka (în ucraineană Богданівка) este localitatea de reședință a comunei Bohdanivka din raionul Pavlohrad, regiunea Dnipropetrovsk, Ucraina.

## Demografie
Componența lingvistică a localității Bohdanivka
     Rusă (91,13%)
     Ucraineană (8,73%)
     Alte limbi (0,04%)
Conform recensământului din 2001, majoritatea populației localității Bohdanivka era vorbitoare de rusă (91,13%), existând în minoritate și vorbitori de ucraineană (8,73%).